# François Chartier
François Chartier, né le 19 septembre 1964 à Montréal, est un sommelier, œnologue, animateur et auteur québécois. Il est notamment l'inventeur de la sommellerie moléculaire, c'est-à-dire l'accord aromatique entre les mets et les liquides, notamment les boissons alcoolisés.

## Biographie
François Chartier naît à Montréal dans le quartier Villeray en 1964. Il fait une formation en sommellerie à l’École hôtelière des Laurentides. Très tôt, il fait sa marque dans le domaine, notamment comme sommelier au Bistro à Champlain de Champlain Charest, comme formateur, collaborateur à divers médias écrits, conférencier et animateur.
En 1994, il remporte le Grand Prix Sopexa du Meilleur Sommelier International en Vins & Spiritueux de France. Il gagne également le prix du Meilleur livre de cuisine au monde et du Meilleur livre d’harmonies vins et mets au monde à deux reprises à Paris, en 2010 et en 2013, puis en 2016 en Chine.
En 2009, François Chartier lance sa propre gamme de vins à partir de cépages européens. Il met également à profit ses connaissances, pour la bière et le saké. Il devient ainsi conseiller au comité de recherche du projet SONY AI : Artificiel Intelligence & Gastronomy, à Tokyo, et « Master Blender » de l’une des plus anciennes brasseries de saké au Japon, Tanaka 1789. Ses premiers sakés sont nommés Tanaka 1789 X Chartier.
Il est chroniqueur à La Presse durant plusieurs années.
François Chartier est membre du conseil d’administration de l’International Society of Neurogastronomy, à l’Université du Kentucky College of Medicine depuis 2015. Il est reçu chevalier de l'Ordre national du Québec en 2008.

## Sommellerie moléculaire
Particulièrement intéressé par les accords mets-vins, il développe une nouvelle discipline scientifique, la sommellerie moléculaire, qu'il décrit ainsi : « Comparativement, mon travail, lui, pour résumer, consiste à traquer, dans un premier temps, les molécules aromatiques des solides afin de rassembler les aliments de mêmes familles aromatiques pour créer de nouvelles pistes de recettes. Puis, dans un deuxième temps, de décortiquer les composés volatils des vins et autres liquides afin de les unir plus justement avec les mets de mêmes profils moléculaires ».
L'hypothèse de base est que la réussite d'une recette dépend de l'accord et de l'harmonisation entre les molécules responsables des arômes des différents ingrédients impliqués dans la confection. Ce domaine d'étude l'a amené à collaborer avec le chef Ferran Adrià et son restaurant El Bulli, classé cinq fois meilleur restaurant au monde par la revue Restaurant et à rédiger divers ouvrages dont son plus connu est Papilles et molécules.

## Ouvrages
- À table avec François Chartier, Éditions La Presse, 2004 (ISBN 9782923194127).
- François Chartier et Stéphane Modat, Les recettes de Papilles et molécules : Cuisine aromatique et créative, Montréal, Éditions La Presse, 2010 (ISBN 9782923681405).
- La Sélection Chartier, guide annuel des vins, Éditions La Presse.
- Papilles pour tous, Montréal, Éditions La Presse, 2011 (ISBN 9782923681900).
- Le Chartier 500 vins à acheter les yeux fermés, Montréal, Éditions La Presse, 2012 (ISBN 9782897051051).
- Papilles et molécules : La science aromatique des aliments et des vins, Montréal, Éditions La Presse, 2013 (ISBN 9782923681061).
- L'essentiel de Chartier : L'ABC des harmonies culinaires, Montréal, Éditions La Presse, 2015 (ISBN 9782897052805).